# Sharqiyin
Los sharquiyín o sharqiyin (en árabe: الشرقيون‎) es una tribu árabe ubicada en los Emiratos Árabes Unidos. 
Ash-Sharqiyin literalmente quiere decir 'los orientales', y su forma singular es Ash-Sharqi, denominación de la actual casa gobernante del Fuyaira, un emirato al oriente del país.
Existen múltiples referencias a la tribu Sharqiyin en la enciclopédica obra publicada por el diplomático e historiador John Gordon Lorimer (1870-1914), en los capítulos que dedica al detalle y descripción de las diferentes tribus que poblaban la costa y el interior del territorio de la Península de Musandam.
Los sharquiyín fue por mucho tiempo la tribu dominante en la costa este de los Estados de la Tregua. A principios del siglo XIX era la segunda tribu más numerosa de la región, conocida como Shamailiyah.
Un censo de 1968 mostró que el 90% de la población tribal de Fuyaira era sharquiyina.
Tradicionalmente, los sharquiyines dependían de Sharjah, pero en varios momentos de la historia hubo intentos de secesión y declaración de la independencia, que lograron de facto en 1901, y fue reconocida bajo mandato británico, en 1952, dando lugar al moderno emirato de Fuyaira.
La ciudad de Fuyaira es la única de las capitales emiratíes situada en la costa este (Golfo de Omán).
Los sharquiyín se establecieron a lo largo de la costa este de los Estados de la Tregua, desde Kalba hasta Dibba, así como en la llanura de Jiri y el Wadi Ham. A principios del siglo XX, se estimó que su población era de unos 7000 hombres. 
La tribu estuvo repartida en varias secciones y zonas tribales: los Hafaitat / Ḩufaitāt (de los que deriva la actual familia gobernante de Fuyaira), los Yammahi / Yamāmaḩah, los Hamudiyin / Hamūdiyīn, los Dhananaha, los Surhaydāt, los Ahl Habhab y otras.

## Independencia

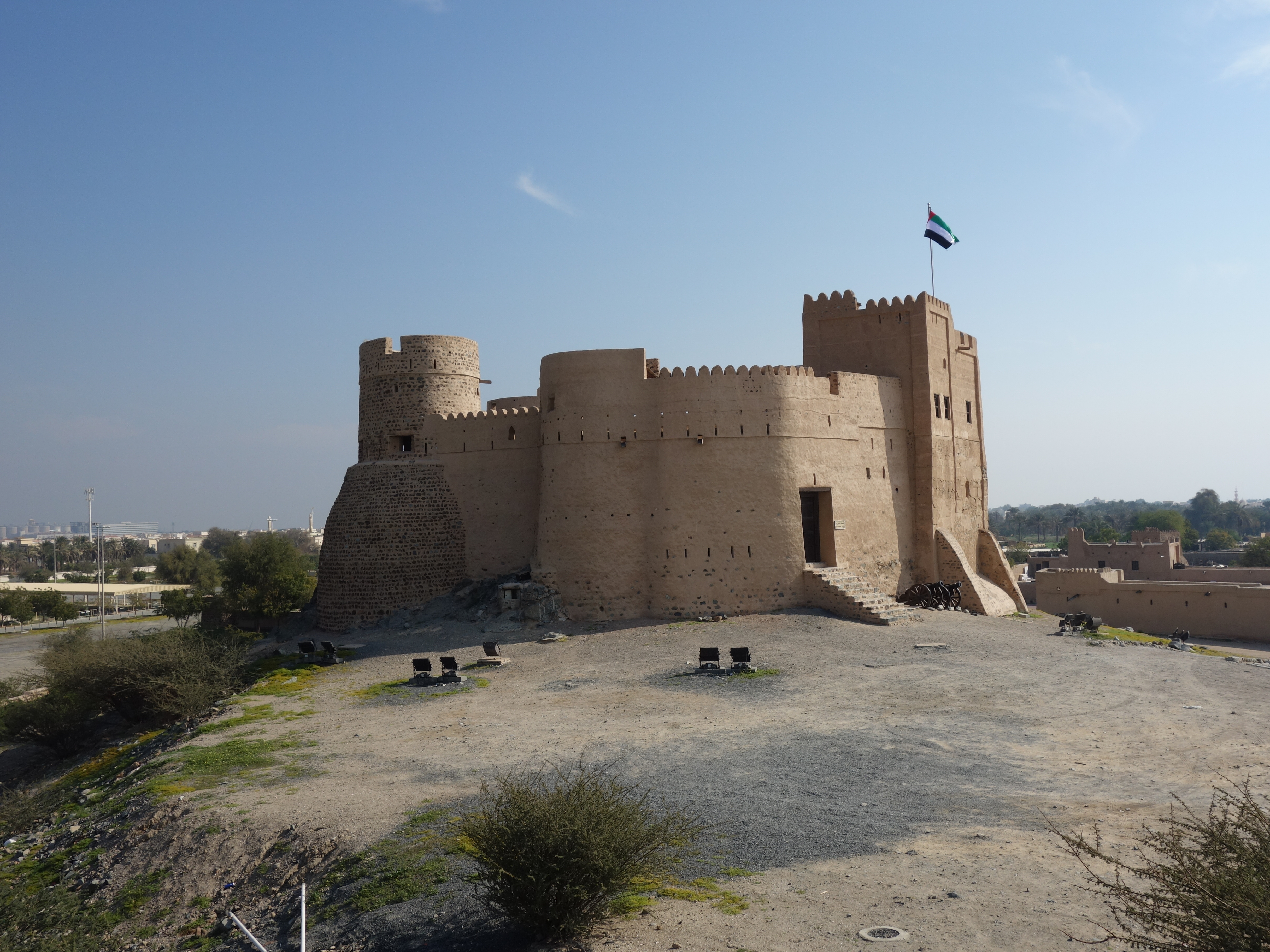
Fuerte de Fuyaira (2018)

En 1879, el jefe de Hafaitat, el jeque Hamad bin Abdullah Al Sharqi, encabezó una insurrección contra el jeque Saqr bin Khalid Al Qasimi de Sharya, quien reclamó la soberanía sobre la región de Shamaliyah y puso a un esclavo llamado Sarur a cargo de Fuyaira.
La insurrección reemplazó a Sarur y se envió una delegación a Sheij Saqr, pero fueron mal recibidos y encarcelados, y se enviaron fuerzas militares contra los insurrectos, tomando el fuerte de Fuyaira y forzando a Hamad bin Abdullah al exilio. A fines de ese año o posiblemente a principios de 1880, Hamad regresó de su exilio y dirigió un nuevo intento de proclamar la independencia de Fuyaira, esta vez forzando una derrota del fuerte de Fuyaira, con otros ocho hombres muertos.
Para el acuerdo de paz, el gobernante de Ras al Jaima sirvió como arbitraje neutral y, en 1881, Hamad bin Abdullah firmó un documento en el que reconoció Fuyaira como dependiente de Sharya. Sin embargo, amplió su influencia sobre el área, tomando el fuerte de al Bithnah.
En 1901 se produjo una nueva declaración de independencia, que fue reconocida por varios jeques de la Tregua y por Mascate (Omán), pero no por el gobierno británico, que retuvo este reconocimiento durante más de 50 años, y lo aceptó en 1952, como miembro de los Estados de la Tregua sólo porque la compañía de exploración petrolera Petroleum Concessions Limited (PCL) necesitaba firmar su concesión con un gobernante reconocido.
La tribu sharquiyín, vivía principalmente de la agricultura, el cultivo de perlas y la pesca, en condiciones bastante duras, como señaló una encuesta realizada a finales de la década de 1960, que mostró que la mayoría de los hogares en el emirato de Fuyaira todavía vivían en casas barasti (hechas de hojas de palmera).

## Conflicto
Los sharquiyín estaban frecuentemente en conflicto con sus vecinos, particularmente los Shihuh, Khawatir y Naqbiyin, pero hacían causa común con ellos contra Sharya siempre que surgiera la oportunidad.
La larga historia de disputas entre los sharquiyin y las tribus vecinas pasó a primer plano una vez más después del acto de Unión, cuando un conflicto por la tierra con Kalba estalló en una lucha abierta. 
A principios de 1972, la Fuerza de Defensa de la Unión, recientemente fundada, fue convocada para tomar el control de los combates que, cuando las UDF entraron, habían matado a 22 personas e hirieron gravemente a una docena más. 
La disputa se resolvió finalmente después de la mediación entre el jeque Rashid de Dubái y otros gobernantes, y el 17 de julio de 1972 se envió una declaración anunciando el acuerdo.